# (6053) 1993 BW3
(6053) 1993 BW3 est un astéroïde Apollon de 3,720 km de diamètre découvert en 1993.

## Description
(6053) 1993 BW3 a été découvert le 30 janvier 1993 à l'observatoire de Siding Spring, situé près de Coonabarabran, en Nouvelle-Galles du Sud, en Australie, par Robert H. McNaught.

### Caractéristiques orbitales
L'orbite de cet astéroïde est caractérisée par un demi-grand axe de 2,15 UA, un périhélie de 1,01 UA, une excentricité de 0,53 et une inclinaison de 21,58° par rapport à l'écliptique. Du fait de ces caractéristiques, à savoir un demi-grand axe supérieur à 1 UA et un périhélie inférieur à 1,017 UA, il est classé comme astéroïde Apollon.

### Caractéristiques physiques
(6053) 1993 BW3 a une magnitude absolue (H) de 14,8 et un albédo estimé à 0,140, ce qui permet de calculer un diamètre de 3,720 km. Ces résultats ont été obtenus grâce aux observations du Wide-field Infrared Survey Explorer (WISE), un télescope spatial américain mis en orbite en 2009 et observant l'ensemble du ciel dans l'infrarouge, et publiés en 2015 dans un article présentant les résultats concernant 7 956 astéroïdes.